# Sociale zekerheid (België)
De sociale zekerheid die België kent, bestaat in hoofdzaak uit drie statuten: aan de ene kant de sociale zekerheid voor werknemers, met nog belangrijke verschillen tussen arbeiders, bedienden en ambtenaren, en aan de andere kant de sociale verzekeringen voor zelfstandigen. Huispersoneel vormt nog een aparte categorie. Daarnaast is er nog de sociale bijstand.
De sociale zekerheid vervult de volgende functies:
- bij verlies van het arbeidsinkomen (werkloosheid, pensionering, arbeidsongeschiktheid) wordt een vervangingsinkomen betaald;
- bij bepaalde 'sociale lasten' (bijkomende kosten), zoals het opvoeden van kinderen of ziektekosten, is er een aanvulling op het inkomen;
- wie onvrijwillig niet over een beroepsinkomen beschikt, ontvangt bijstandsuitkeringen zoals het leefloon.

De sociale zekerheid der werknemers omvat het geheel van de sociale prestaties waarop de sociaal verzekerden recht hebben en die tot doel hebben het arbeidsinkomen van de werknemer te vervangen of aan te vullen ten einde hem te vrijwaren tegen de gevolgen van bepaalde arbeidsrisico's, tegenover bepaalde gezins- en levensomstandigheden en sociale risico's volgens de in artikel 21 opgesomde regelingen.
— Art. 3, wet van 29 juni 1981 houdende de algemene beginselen van de sociale zekerheid voor werknemers

## Geschiedenis van de sociale zekerheid
Reeds in de Middeleeuwen ontstond een vorm van sociale zorg in de Godshuizen en de Gasthuizen. Na de Franse Revolutie (1789) nam de staat de organisatie van onder meer de armenzorg over. De grondslag van de sociale zekerheid in België in zijn huidige vorm berust op de besluitwet van 28 december 1944, die de bestaande wetgeving omtrent pensioenen, kinderbijslag voor werknemers en jaarlijkse vakantie samenbracht. Daarnaast werd de ziekte- en invaliditeitsverzekering en de werkloosheidsverzekering verplicht gesteld.

## Sociale verzekering voor werknemers
De klassieke sociale zekerheid voor werknemers bevat zeven takken:
- Tak 1: Ouderdoms- en overlevingspensioenen;
- Tak 2: Werkloosheid;
- Tak 3: Arbeidsongevallenverzekering;
- Tak 4: Beroepsziekteverzekering;
- Tak 5: Gezinsbijslagen: geboorte- of adoptiepremie, kinderbijslag e.a.;
- Tak 6: Ziekte- en invaliditeitsverzekering;
- Tak 7: Jaarlijkse vakantie.

Deze werknemersverzekeringen zijn gebaseerd op solidariteit tussen:
- werkenden en werklozen;
- jongeren en ouderen;
- gezonden en zieken;
- mensen met een inkomen en mensen zonder;
- gezinnen zonder kinderen en gezinnen met kinderen;
- enz.

Die solidariteit is gewaarborgd omdat:
- werkende mensen bijdragen moeten betalen in verhouding tot hun loon;
- de financiering grotendeels gebeurt door de gemeenschap, dat zijn dus alle burgers samen;
- de vakbonden, de ziekenfondsen en de werkgeversorganisaties mee beslissen over de verschillende aspecten van het systeem.

Ook wordt er in bepaalde regelingen - zoals in de arbeidsongevallenregeling - gebruikgemaakt van het verzekeringsmechanisme. In zulke gevallen wordt nog een echte verzekering afgesloten, waarbij premies betaald worden en een uitkering uitgekeerd wordt wanneer het verzekerde risico (bv. een arbeidsongeval) zich voordoet.

## Sociale verzekering voor zelfstandigen
De sociale zekerheid voor zelfstandigen bevat vijf takken:
- Tak 1: Gezinsbijslagen: geboorte- of adoptiepremie, kinderbijslag e.a.
- Tak 2: Ziekte- en invaliditeitsverzekering, inclusief arbeidsongeschiktheid
- Tak 3: Moederschapsverzekering (voor vrouwelijke zelfstandigen, ter vervanging van Moederschapsverlof werkneemsters)
- Tak 4: Ouderdoms- en overlevingspensioenen
- Tak 5: Faillissementsverzekering, een tijdelijke uitkering

De sociale zekerheid voor zelfstandigen wordt georganiseerd door middel van een sociaal verzekeringsfonds (vb: Acerta, Partena, Nationale Hulpkas voor de sociale verzekeringen der zelfstandigen) en wordt betaald door middel van sociale bijdragen die berekend worden op het netto-beroepsinkomsten van de zelfstandige, d.i. na aftrek van de beroepskosten (zij het forfaitair of de werkelijke onkosten) maar voor aftrek van de bedrijfsvoorheffing. Vóór 1 januari 2015 werd de bijdrage berekend op basis van het inkomen van 3 jaar terug. Vanaf 1 januari 2015 wordt de bijdrage berekend op basis van het inkomen van het jaar zelf.
Het tarief van de sociale zekerheid voor "gevestigde" zelfstandigen in hoofdberoep bedraagt 21,50% op jaarbasis. Bovenop de sociale bijdrage rekent het sociaal verzekeringsfonds beheerskosten aan. De aansluiting bij een sociaal verzekeringsfonds (naar keuze) is verplicht.

## Sociale bijstand
Naast de sociale zekerheid zijn er de stelsels die niet tot de eigenlijke sociale zekerheid behoren, maar deel uitmaken van de sociale bijstand (of maatschappelijke dienstverlening). Het gaat om een uitbreiding van de sociale bescherming voor personen die niet in de zeven takken van hierboven terechtkunnen.
De sociale bijstand beoogt het garanderen van een minimuminkomen. Deze bijstand wordt gefinancierd met de belastinggelden. Aan elke toekenning van een minimumloon gaat een onderzoek van de bestaansmiddelen vooraf. De sociale bijstand geeft aanleiding tot deze sociale uitkeringen:
- Gewaarborgde gezinsbijslag;
- Inkomensgarantie voor ouderen;
- Leefloon (vroeger het "bestaansminimum" genoemd);
- Uitkering aan gehandicapte personen.

### Verschillen sociale zekerheid en sociale bijstand
Er zijn enkele belangrijke verschillen tussen de sociale zekerheid en de sociale bijstand:
- De sociale bijstand is niet contributief: het is niet gesteund op financiering door bijdragen van de werknemer en de werkgever zoals het sociaal zekerheidsrecht maar ze wordt gefinancierd door de overheid.
- De sociale bijstand is residuair: het geldt voor eenieder die niet door de sociale zekerheid is gedekt. Elke burger, ongeacht het statuut, kan terecht bij de sociale bijstand als hij niet terechtkan in de klassieke sociale zekerheid
- De sociale bijstandsvoorzieningen zijn minimumvoorzieningen, forfaitaire uitkeringen die niet al te hoog zijn, men wil een basisbescherming bieden. Dit in tegenstelling tot de sociale zekerheid, die een percentage berekent op het normale loon.
- Men krijgt pas sociale bijstand na onderzoek van de bestaansmiddelen.

## INSZ
Het IdentificatieNummer van de Sociale Zekerheid (INSZ) dient als identificatie voor iedereen die beroep kan doen op de sociale zekerheid in België. Voor personen die ingeschreven zijn in het rijksregister, zal dit gelijk zijn aan het Rijksregisternummer. Personen die ingeschreven staan in het BIS-register zullen hetzelfde INSZ hebben als hun BIS-nummer.

## Financiering
De sociale zekerheid wordt gefinancierd door bijdragen en staatstoelagen:
- werknemersstelsel: zowel werknemers als werkgevers betalen bijdragen aan de RSZ. Tot 1994 werden die bijdragen afzonderlijk vastgelegd voor iedere tak (pensioenen, ziekte, kinderbijslag, vakantie). Er bestaan talrijke verminderingen op de nominale bijdragen, onder meer voor bepaalde doelgroepen: oudere werknemers, langdurig werkzoekenden, eerste aanwervingen, jonge werknemers, lage en hoge lonen, werknemers in arbeidsduurvermindering;

- zelfstandigen betalen een driemaandelijkse bijdrage aan het sociaal verzekeringsfonds waarbij ze zijn aangesloten. Ook hier gelden verminderingen voor parttime-zelfstandigen en gepensioneerden;

- voor ambtenaren die niet tewerkgesteld zijn bij een plaatselijke of provinciale overheidsdienst betaalt de tewerkstellende overheid zelf de sociale uitkeringen. Die ambtenaren hoeven enkel persoonlijke bijdragen te betalen van 7,5 % voor de overlevingspensioenen en van 3,55 % voor de tak geneeskundige verzorging. Het (niet-statutair) personeel van de plaatselijke en provinciale overheidsdiensten dat aangeworven is met een arbeidsovereenkomst, valt onder de algemene regeling voor werknemers.

- alternatieve financiering, vooral vanaf het einde van de 20e eeuw, meer bepaald een percentage van de BTW-ontvangsten, van de accijnzen en de personen- en vennootschapsbelasting.

In principe zou de sociale zekerheid zichzelf moeten kunnen in stand houden. De jongere, gezonde en werkzame bevolking moet instaan voor ouderen, werklozen en zieken. In november 2022 wordt door het rekenhof vastgesteld dat een steeds groter deel van de sociale zekerheid moet worden bijgepast door de begroting en de BTW-belasting. Dit is niet langer houdbaar op langere termijn. Het probleem is dat het onevenwicht groeit omdat het economisch leven verzwakt. Volgens de denktank Minerva zijn de tekorten vanaf 2014 echter niet zozeer te wijten aan een ontsporing van de uitgaven, maar veeleer aan de economische stimulansen, in de vorm van kortingen aan de werkgevers, toegekend door de Regering-Michel I (2014-2018).